# اینیگو گونزالس ده اردیا
اینیگو گونزالس ده اردیا (اسپانیایی: Iñigo González de Heredia‎؛ زادهٔ ۱۵ مارس ۱۹۷۱ ) دوچرخه‌سوار اهل اسپانیا است.
وی عضو تیم‌هایی همچون ایوسکالتل-ایوسکادی و ویتالیسیو سگوروس بوده است.